# Liste der Baudenkmale in Hagenow
In der Liste der Baudenkmale in Hagenow sind alle Baudenkmale der Stadt Hagenow (Landkreis Ludwigslust-Parchim) und ihrer Ortsteile aufgelistet (Stand: November 2009).

## Denkmalbereiche
Der Bereich „Hagenow – Altstadt“ wurde mit Verordnung vom 20. Februar 2001 als Denkmalbereich nach § 5(3) des Denkmalschutzgesetzes Mecklenburg-Vorpommerns ausgewiesen.

## Hagenow
| ID | Lage                                  | Bezeichnung | Beschreibung | Bild                                                                                      |
| -- | ------------------------------------- | --- | --- | ----------------------------------------------------------------------------------------- |
|    | Augustenstraße 7 (Karte)              | ehemalige Höhere Töchterschule von 1883                                                                                       | | ehemalige Höhere Töchterschule von 1883                                                   |
|    | Lange Straße, Ecke Augustenstraße     | Töpferofen | |                                                                                           |
|    | Stadtbahnhof 1 (Karte)                | Bahnhof – Empfangsgebäude und langgestreckte Güterabfertigung                                                                 | 2-geschossiger Backsteinbau von um 1894. | Weitere Bilder                                                                            |
|    | Bahnhofstraße 6 (Karte)               | Wohnhaus | |                                                                                           |
|    | Bahnhofstraße 22 (Karte)              | Wohnhaus | |                                                                                           |
|    | Bahnhofstraße 24 (Karte)              | Wohnhaus | |                                                                                           |
|    | Bahnhofstraße 26 (Karte)              | Wohnhaus | |                                                                                           |
|    | Bahnhofstraße 30 (Karte)              | Wohnhaus | |                                                                                           |
|    | Bahnhofstraße 36                      | Dampfmaschine | |                                                                                           |
|    | Bahnhofstraße 41 (Karte)              | Wohnhaus | |                                                                                           |
|    | Bahnhofstraße 89 (Karte)              | Wohn- und Bürogebäude und Kranturm                                                                                            | |                                                                                           |
|    | Bekower Weg 22 (Karte)                | Wasserturm | 28 m hoher, runder Wasserturm im historistischen Baustil als Backsteinbau; aufwändige Eingangsportal sowie die spitzbogigen Fenster mit gotischen Bauformen; für städtische Wasserversorgung bis in die 1970er Jahre; seit den 1990er Jahren Umbau für Wohnzwecke. | Weitere Bilder                                                                            |
|    | Bekower Weg/Schweriner Straße (Karte) | Denkmal für Fritz Reuter | |                                                                                           |
|    | H.-Heine-Straße (Karte)               | Friedhof mit den Kapellen Karklam, Kran, Lübs                                                                                 | |                                                                                           |
|    | Friedrich-Heincke-Straße 7 (Karte)    | Wohnhaus | |                                                                                           |
|    | Parkstraße (Karte)                    | Gedenkstätte Opfer des Faschismus aus dem KZ Wöbbelin (teilweise gestrichene Figurengruppe und Kreisfläche am 6. Januar 1999) | KZ Wöbbelin | Weitere Bilder                                                                            |
|    | Parkstraße (Karte)                    | Gedenkstätte für die sowjetische Armee                                                                                        | | Weitere Bilder                                                                            |
|    | Hagenstraße 23 (Karte)                | Gedenkstein „Kampf gegen die Atombombe“                                                                                       | | Gedenkstein „Kampf gegen die Atombombe“                                                   |
|    | Hagenstraße 11 (Karte)                | Wohnhaus | |                                                                                           |
|    | Hagenstraße 23 (Karte)                | Amtsgebäude | | Amtsgebäude                                                                               |
|    | Hagenstraße 27 (Karte)                | Wohnhaus | | Wohnhaus                                                                                  |
|    | Hagenstraße 30 (Karte)                | Ehemaliges Kino | | Ehemaliges Kino                                                                           |
|    | Hagenstraße 46 (Karte)                | Wohnhaus | | Wohnhaus                                                                                  |
|    | Hagenstraße 47 (Karte)                | Wohnhaus (Fachwerkfassaden, Dach)                                                                                             | | Wohnhaus (Fachwerkfassaden, Dach)                                                         |
|    | Hagenstraße 48 (Karte)                | Wohnhaus, Nebengebäude und ehemalige Synagoge                                                                                 | eingeschossiges Fachwerkhaus; bis 2009 saniert; heute Kulturzentrum. | Weitere Bilder                                                                            |
|    | Hagenstraße 51 (Karte)                | Wohnhaus | | Wohnhaus                                                                                  |
|    | Hagenstraße 52 (Karte)                | Wohnhaus | | Wohnhaus                                                                                  |
|    | Hagenstraße 60 (Karte)                | Wohnhaus | | Wohnhaus                                                                                  |
|    | Hagenstraße 66 (Karte)                | Wohnhaus | | Wohnhaus                                                                                  |
|    | Hagenstraße 71 (Karte)                | Straßenseitige Hauseingangstür                                                                                                | |                                                                                           |
|    | Hagenstraße 87/89 (Karte)             | Doppelwohnhaus | |                                                                                           |
|    | Hamburger Straße 3 (Karte)            | Wohnhaus | |                                                                                           |
|    | Hamburger Straße 7 (Karte)            | Wohnhaus | 2-gesch. Fachwerkhaus, Ackerbürgerhaus von 1769 |                                                                                           |
|    | Hamburger Straße 9 (Karte)            | ehemaliges Amtshaus | |                                                                                           |
|    | Hamburger Straße 20 (Karte)           | Wohnhaus | |                                                                                           |
|    | Hamburger Straße 22 (Karte)           | Erweiterungsbau des Amtshauses                                                                                                | |                                                                                           |
|    | Kirchenplatz 4 (Karte)                | Kirche | neugotische Stadtkirche als Backsteinbau von 1875/1879; Vorgängerbau aus Feldstein; Westturm mit achteckigem, spitzem Turmhelm; Ausstattung von um 1879, Orgel von 1994; Photovoltaikanlage von 2001.                                                              | Weitere Bilder                                                                            |
|    | Kirchenplatz 3 (Karte)                | Pfarrhaus | | Pfarrhaus                                                                                 |
|    | Kirchenstraße 2 (Karte)               | Wohnhaus | |                                                                                           |
|    | Kirchenstraße 4 (Karte)               | Wohnhaus (Zwerchgiebelhaus)                                                                                                   | |                                                                                           |
|    | Königsstraße 13 (Karte)               | Wohnhaus | |                                                                                           |
|    | Königsstraße 15 (Karte)               | Wohnhaus | 1-gesch. giebelständiger Fachwerkbau von um 1751 mit Seitenflur. | Wohnhaus                                                                                  |
|    | (Karte)                               | Gefallenendenkmal 1870/1871 (Parkstraße Schützenpark)                                                                         | | Weitere Bilder                                                                            |
|    | Lange Straße 3 (Karte)                | Wohnhaus | |                                                                                           |
|    | Lange Straße 6 (Karte)                | Wohnhaus | |                                                                                           |
|    | Lange Straße 11 (Karte)               | Wohnhaus | |                                                                                           |
|    | Lange Straße 28–32 (Karte)            | Rathaus | 3-geschossiger verklinkerter Bau mit Mittelrisalit, Walmdach und Dachreiter | Weitere Bilder                                                                            |
|    | Lange Straße 29 (Karte)               | Ehemaliges Stadtvogteihaus | | Ehemaliges Stadtvogteihaus                                                                |
|    | Lange Straße 33 (Karte)               | Wohnhaus | | Wohnhaus                                                                                  |
|    | Lange Straße 35 (Karte)               | Wohn- und Geschäftshaus | | Wohn- und Geschäftshaus                                                                   |
|    | Lange Straße 37 (Karte)               | Wohn- und Geschäftshaus | | Wohn- und Geschäftshaus                                                                   |
|    | Lange Straße 44 (Karte)               | Wohnhaus | 2-gesch. Fachwerkbau. | Wohnhaus                                                                                  |
|    | Lange Straße 46 (Karte)               | Wohnhaus | 2-gesch. barockisierender Backsteinbau. | Wohnhaus                                                                                  |
|    | Lange Straße 48 (Karte)               | Wohn- und Geschäftshaus | |                                                                                           |
|    | Lange Straße 50 (Karte)               | Wohn- und Geschäftshaus | |                                                                                           |
|    | Lange Straße 52 (Karte)               | Wohn- und Geschäftshaus | | Wohn- und Geschäftshaus                                                                   |
|    | Lange Straße 56 (Karte)               | Wohn- und Geschäftshaus | |                                                                                           |
|    | Lange Straße 63 (Karte)               | Wohnhaus | | Wohnhaus                                                                                  |
|    | Lange Straße 74 (Karte)               | Wohn- und Geschäftshaus | |                                                                                           |
|    | Lange Straße 75                       | Wohn- und Geschäftshaus | |                                                                                           |
|    | Lange Straße 77a                      | Anbau Kirchenstraße, ehemalige Seifenfabrik                                                                                   | | Anbau Kirchenstraße, ehemalige Seifenfabrik                                               |
|    | Lange Straße 79 (Karte)               | Museumsgebäude mit hofseitigem Stall- und Speichergebäude (erbaut 1828, Christian Jessel)                                     | 1-gesch. Fachwerkhäuser mit Walm- bzw. Krüppelwalmdach; | Museumsgebäude mit hofseitigem Stall- und Speichergebäude (erbaut 1828, Christian Jessel) |
|    | Lange Straße 81 (Karte)               | Wohn- und Geschäftshaus | | Wohn- und Geschäftshaus                                                                   |
|    | Lange Straße 82 (Karte)               | Wohn- und Geschäftshaus | 2-gesch- giebelständiges Fachwerkhaus von 1730 mit Krüppelwalm; ältestes Gebäude der Stadt; heute „Gaststätte Stadtkrug“ | Wohn- und Geschäftshaus                                                                   |
|    | Lange Straße 83 (Karte)               | Wohn- und Geschäftshaus | Hirsch-Apotheke | Wohn- und Geschäftshaus                                                                   |
|    | Lange Straße 84 (Karte)               | Wohn- und Geschäftshaus | |                                                                                           |
|    | Lange Straße 104 (Karte)              | Wohn- und Geschäftshaus (ehemalige Wassermühle)                                                                               | | Wohn- und Geschäftshaus (ehemalige Wassermühle)                                           |
|    | Lange Straße 106 (Karte)              | Wohn- und Geschäftshaus | | Wohn- und Geschäftshaus                                                                   |
|    | Lange Straße 108 (Karte)              | Wohnhaus | | Wohnhaus                                                                                  |
|    | Lange Straße 114 (Karte)              | Kaufhaus | |                                                                                           |
|    | Lindenplatz 4 (Karte)                 | Wohnhaus | | Wohnhaus                                                                                  |
|    | Lindenplatz 6 (Karte)                 | Wohn- und Geschäftshaus | |                                                                                           |
|    | Lindenplatz 8 (Karte)                 | Wohnhaus | |                                                                                           |
|    | Pfaffenstraße 3 (Karte)               | Wohnhaus | |                                                                                           |
|    | Pfaffenstraße 4 (Karte)               | Wohnhaus | |                                                                                           |
|    | Poststraße 10 (Karte)                 | Wohnhaus | | Wohnhaus                                                                                  |
|    | Poststraße 11 (Karte)                 | Post | |                                                                                           |
|    | Schulstraße 4 (Karte)                 | Wohnhaus | |                                                                                           |
|    | Schulstraße 5 (Karte)                 | Realschule I (altes Schulgebäude von 1835 mit Erweiterungen von 1874 und 1908)                                                | |                                                                                           |
|    | Schulstraße 8 (Karte)                 | Wohnhaus | |                                                                                           |
|    | Schulstraße 10 (Karte)                | Wohnhaus | |                                                                                           |
|    | Schweriner Straße 3 (Karte)           | Geschäftshaus mit Tür, Hofbebauung und Werkstatt                                                                              | |                                                                                           |
|    | Schweriner Straße, Flur 16, Flst.22   | Aufzugsgebäude des ehemaligen Eiskellers                                                                                      | |                                                                                           |
|    | Teichstraße 2 (Karte)                 | Wohnhaus | |                                                                                           |
|    | Teichstraße 10 (Karte)                | Wohnhaus | |                                                                                           |
|    | Teichstraße 14 (Karte)                | Wohnhaus | |                                                                                           |
|    | Toddiner Chaussee                     | Ziegelei Eggeling mit Ringofen                                                                                                | |                                                                                           |
|    | Wasserstraße 2 (Karte)                | Wohnhaus | | Wohnhaus                                                                                  |
|    | Wittenburger Straße 5 (Karte)         | Wohnhaus mit Fachwerkscheune (ehemals Spritzenhaus/Amtsfreiheit)                                                              | |                                                                                           |
|    | Wittenburger Straße 6 (Karte)         | Wohnhaus | |                                                                                           |
|    | Wittenburger Straße 8 (Karte)         | Wohnhaus, Hofbebauung, Pflasterung                                                                                            | |                                                                                           |
|    | Wittenburger Straße 42/44 (Karte)     | Herrsche Villa, Wohnhaus/Scheune                                                                                              | |                                                                                           |

## Hagenow Heide
| ID | Lage                        | Bezeichnung                                              | Beschreibung | Bild |
| -- | --------------------------- | -------------------------------------------------------- | ------------ | ---- |
|    | Hagenower Straße 18 (Karte) | ehemalige Häuslerei 44                                   |              |      |
|    | Hagenower Straße 35 (Karte) | Wohnhaus                                                 |              |      |
|    | Hagenower Straße 53 (Karte) | Gefallenendenkmal 1914/1918                              |              |      |
|    | (Karte)                     | ehemalige Windmühle, Mühlenweg (Flur 1, Flurstück 56/1-) |              |      |

## Hagenow Land
| ID | Lage                                                             | Bezeichnung     | Beschreibung                                                                                           | Bild            |
| -- | ---------------------------------------------------------------- | --------------- | --- | --------------- |
|    | (Karte)                                                          | Empfangsgebäude | Spätklassizistischer, 2 und 3-geschossiger Putzbau von 1846 für die Strecke der Berlin-Hamburger Bahn. | Empfangsgebäude |
|    | Bahnhofsvorplatz (Karte)                                         | Postgebäude     | | Postgebäude     |
|    | Bahnhofsgelände, Fr.-List-Straße, neben dem Bahnübergang (Karte) | Wasserturm      | Runder Backsteinturm, ca. 33 Meter hoch                                                                | Wasserturm      |

## Viez
| ID | Lage                   | Bezeichnung                 | Beschreibung | Bild |
| -- | ---------------------- | --------------------------- | ------------ | ---- |
|    | Häuslereiweg 6 (Karte) | Häuslerei                   |              |      |
|    | Lindenstraße           | Gefallenendenkmal 1914/1918 |              |      |
|    | Lindenstraße 8 (Karte) | Scheune                     |              |      |
|    | Mühlenweg 2 (Karte)    | Wohnhaus                    |              |      |

## Granzin
| ID | Lage | Bezeichnung                 | Beschreibung | Bild |
| -- | ---- | --------------------------- | ------------ | ---- |
|    |      | Gefallenendenkmal 1914/1918 |              |      |

## Zapel
| ID | Lage                  | Bezeichnung                 | Beschreibung | Bild |
| -- | --------------------- | --------------------------- | ------------ | ---- |
|    | Baumstraße 17 (Karte) | Stall des ehemaligen Gutes  |              |      |
|    | Baumstraße 27         | Stall des ehemaligen Gutes  |              |      |
|    | Baumstraße            | Park, Flur 1, Flurstück 231 |              |      |

## Scharbow
| ID | Lage                  | Bezeichnung | Beschreibung | Bild |
| -- | --------------------- | ----------- | ------------ | ---- |
|    | Dorfstraße 62 (Karte) | Wohnhaus    |              |      |
|    | Dorfstraße 30/32      | Wohnhaus    |              |      |
|    |                       | Schmiede    |              |      |

## Sudenhof
| ID | Lage                  | Bezeichnung | Beschreibung | Bild |
| -- | --------------------- | ----------- | ------------ | ---- |
|    | Steindamm 4/5 (Karte) | Wohnhaus    |              |      |